# Diospyros leucomelas
Diospyros leucomelas är en tvåhjärtbladig växtart som beskrevs av Philibert Commerson och Jean Louis Marie Poiret. 
Diospyros leucomelas ingår i släktet Diospyros och familjen Ebenaceae. Inga underarter finns listade i Catalogue of Life.